# Sellos de los Países Invadidos

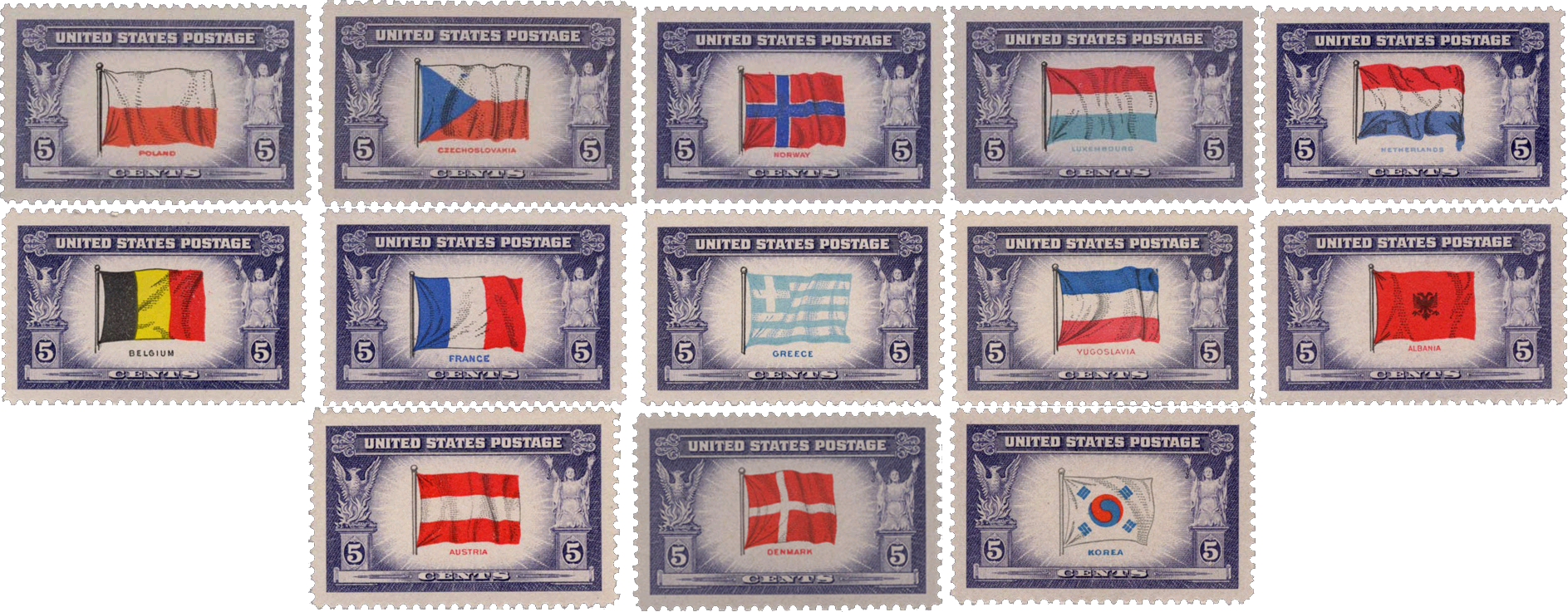
Serie filatélica de los Países Invadidos

La serie filatélica de los Países Invadidos fue una serie de 13 estampillas conmemorativas emitidas por Estados Unidos entre 1943 y 1944 como un tributo a 13 países ocupados por las potencias del eje durante o poco antes de la Segunda Guerra Mundial. Cada estampilla tenía un valor de 5 centavos.
Las estampillas mostraban, a todo color, las banderas de Polonia, Checoslovaquia, Noruega, Luxemburgo, Países Bajos, Bélgica, Francia, Grecia, Yugoslavia, Albania, Austria, Dinamarca y Corea, con los nombres de los respectivos países debajo. A la izquierda de cada bandera aparecía un fénix simbolizando la renovación de la vida. A la derecha de cada bandera aparecía una figura femenina de rodillas con sus brazos levantados, rompiendo las cadenas de la servidumbre.
Las estampillas con banderas de países europeos fueron lanzadas en varias fechas de 1943 mientras que la estampilla con la bandera de Corea fue lanzada en noviembre de 1944. Debido al proceso complejo requerido para imprimir a color, la Oficina de Grabado e Impresión de los Estados Unidos contrató a la firma American Bank Note Company para producir las estampillas.